# Hospital del Henares (metrostation)
Hospital del Henares is een metrostation nabij het universitair ziekenhuis in de gemeente San Fernando de Henares (stadsregio Madrid). Het station werd geopend op 5 mei 2007 en wordt bediend door lijn 7 van de metro van Madrid.